# 科尔苏斯皮纳
科尔苏斯皮纳，是西班牙加泰罗尼亚巴塞罗那省的一个市镇。总面积15平方公里，总人口268人（2001年），人口密度18人/平方公里。